# Karangsoka
Karangsoka is een bestuurslaag in het regentschap Banyumas van de provincie Midden-Java, Indonesië. Karangsoka telt 1825 inwoners (volkstelling 2010).